# 鍋本凪々美
鍋本 凪々美（なべもと ななみ、2000年12月3日 - ）は、日本の女優。
大阪府出身。キリンプロに所属していた。
元タレントで、NHKの天才てれびくんに出演していた鍋本帆乃香は実姉。

## 人物
- 趣味はシール集め、ものまね、お絵かき、体を動かす事、ピアノ。
- 特技はクラシックバレエ、歌、演技レッスン、ジャグリング。
- 姉の帆乃香と姉妹揃って、Little Glee Monsterのファンである。

## 出演

### 映画
- 花よりもなほ（2006年、是枝裕和 監督）
- 酒井家のしあわせ（2006年、呉美保 監督） - 酒井光 役
- 愛の流刑地（2007年、鶴橋康夫 監督） - 入江幸 役
- 人間失格（2010年、荒戸源次郎 監督）
- 中学生円山（2013年、宮藤官九郎 監督） - 円山あかね 役
- 悪夢ちゃん The 夢ovie（2014年、佐久間紀佳 監督） - 井上葵 役[1]

### テレビドラマ
- 二十四の瞳（2005年、日本テレビ） - 大石八津 役
- 京都地検の女 3（2006年、テレビ朝日） - 黒田正美 役
- 白虎隊（2007年、テレビ朝日） - たみこ 役
- 陽炎の辻〜居眠り磐音 江戸双紙〜（2007年、NHK総合） - おしん 役
- サザエさん（2009年11月15日、フジテレビ） - 磯野ワカメ 役
  - サザエさん2（2010年8月8日）
  - サザエさん3（2011年1月2日）
- 連続テレビ小説「ゲゲゲの女房」 第1週（2010年、NHK総合） - 野村チヨ子（10歳） 役
- 土曜ワイド劇場「人類学者・岬久美子の殺人鑑定」（2010年9月4日、テレビ朝日） - 岬真琴 役
  - シリーズ2（2011年8月6日）
  - シリーズ3（2013年3月2日）
  - シリーズ4（2013年9月21日）
  - シリーズ5（2014年11月8日）
- ハガネの女2（2011年4月 - 6月、テレビ朝日） - 浅野夏希 役
- 金曜プレステージ 「検事・霞夕子シリーズ」（フジテレビ） - 霞夏子 役
  - 〜無関係な死〜（2011年9月2日）
  - 〜年一回の訪問者〜（2012年6月8日）
  - 誤認逮捕（2013年6月7日）
  - 幻の罪（2013年12月13日）
  - 〜不能犯〜（2014年5月23日）
  - 死人に口あり（2014年10月17日）
- 蜜の味〜A Taste Of Honey〜（2011年10月 - 12月、フジテレビ） - 森本直子（幼少期） 役
- 悪夢ちゃん（2012年10月 - 12月、日本テレビ） - 井上葵 役
  - 悪夢ちゃん スペシャル（2014年5月2日、日本テレビ）[1]

### 舞台
- 明日への扉〜夢にむかって〜（2006年） - かおり 役

### CM
- タカノフーズ おかめ納豆
- 四国電力
- AEON
- ZAQ
- P&G、ファブリーズ（2010年） - カオルちゃん 役
- マクドナルド ハッピーセット

### ビデオパッケージ
- 阪急不動産 彩都
- アストラゼネカ

### スチル
- リクルート 住宅情報誌
- シャディ 冬号カタログ
- 阪神タイガース ファンクラブ募集
- くつのヒラキ ひらきっず
- フェリシモ